# 好預兆
《好預兆：女巫阿格妮思‧納特良準預言集》（Good Omens: The Nice and Accurate Prophecies of Agnes Nutter, Witch）是一本在1990年出版的奇幻小說，由《美國眾神》的作者尼爾·蓋曼和英國作家泰瑞·普萊契合作撰寫。該書為1976年的電影《凶兆》（The Omen）的戲仿。

## 外部連結
- Temptation—A Shrine to Anthony J. Crowley（页面存档备份，存于）
- Crowley and Aziraphale's 2006 New Year's resolutions
- Review by Tom Knapp（页面存档备份，存于）
- The Good Omens Lexicon（页面存档备份，存于）
- Annotations of the book（页面存档备份，存于）
- Good Omens（页面存档备份，存于） at Worlds Without End